# Rullstolsrugby vid paralympiska sommarspelen
Rullstolsrugby vid paralympiska sommarspelen hade premiär 1996, och spelas med könsmixade landslag. Första gången handlade det dock om demonstrationssport.

## Turneringar
| 1996 detaljer | Atlanta, Georgia, USA            | USA            | 37 - 30 | Kanada     | Nya Zeeland | 46 - 34 | Storbritannien |
| 2000 detaljer | Sydney, Nya Sydwales, Australien | USA            | 32 - 31 | Australien | Nya Zeeland | 44 - 32 | Kanada         |
| 2004 detaljer | Aten, Grekland                   | Nya Zeeland    | 31 - 29 | Kanada     | USA         | 43 - 39 | Storbritannien |
| 2008 detaljer | Peking, Kina                     | USA            | 53 - 44 | Australien | Kanada      | 47 - 41 | Storbritannien |
| 2012 detaljer | London, England, Storbritannien  | Australien     | 66 - 51 | Kanada     | USA         | 53 - 43 | Japan          |
| 2016 detaljer | Rio de Janeiro, Brasilien        | Australien     | 59 - 58 | USA        | Japan       | 52 - 50 | Kanada         |
| 2020 detaljer | Tokyo, Japan                     | Storbritannien | 54 - 49 | USA        | Japan       | 60 - 52 | Australien     |